# 高擶村
高擶村（たかだまむら）は山形県東村山郡にあった村。現在の天童市南部、奥羽本線高擶駅周辺にあたる。

## 地理
- 河川：立谷川

## 歴史
- 1889年（明治22年）4月1日 - 町村制の施行により、高擶村、清池村、長岡村、芳賀村の区域をもって発足。
- 1955年（昭和30年）1月1日 - 干布村と合併して豊栄村が発足。同日高擶村廃止。

## 交通

### 鉄道路線
- 日本国有鉄道
  - 奥羽本線
    - 高擶駅（読みは「たかたま」）

### 道路
- 国道13号